# Calamus scabridulus
Calamus scabridulus är en enhjärtbladig växtart som beskrevs av Odoardo Beccari. Calamus scabridulus ingår i släktet Calamus och familjen Arecaceae. Inga underarter finns listade i Catalogue of Life.